# Perizoma mokrzeckii
Perizoma mokrzeckii là một loài bướm đêm trong họ Geometridae.